# Manassès IV de Rethel
Manassès IV, mort en 1199, fut comte de Rethel de 1171 à 1199. Il était fils d'Ithier, comte de Rethel, et de Béatrice de Namur. 

## Biographie
Il épousa Mahaut comtesse de Flandre puis Mabille de Kibourg , fille de Conrad Ier, comte de Kybourg, et de Mathilde de Bar, elle-même fille du comte Renaud Ier de Bar. De leur union naquit un seul fils :
- Hugues II († 1227), comte de Rethel.